# Кельнська марка
Кельнська марка (нім. Kölner Mark, Kölnische Mark) — основна вагова одиниця маси коштовних металів у Німеччині, а також інших країнах Європи. Її вага складала 233,856 г.

## Марка, як одиниця маси коштовних металів
Див. також Марка (вагова і грошова одиниця), Стародавні одиниці вимірювання, Любецька марка, Нюрнберзька марка

Талер Тарговицької конфедерації (1793). Надпис на аверсі по колу : 10 ^{7}/_{16} частин кельнської марки 1793 (10 ^{7}/_{16} EX MARCA PURA COLONIENSI 1793).

Термін «марка» вперше згадується в англо-саксонських письменах в IX-Х століттях як міра ваги, що складала 2/3 або 1/2 римського фунту. Вперше марка виникла в Скандинавії. У часи Середньовіччя марка в Скандинавії поділялася на 8 ере. Вага 1-го ере дорівнювала вазі 1-й римській унції (27,3 г) = 3 ертуги. В окремих місцевостях ере дорівнював 10, 12, 16 або й 20 пфенігам. Ертуг (9,096 г) = 8 римським скрупулам (по 1,137 г). У Німеччині фунти поділяли на 2 марки. Срібну німецьку марку поділяли за системою двох: 2 півмарки = 16 лотів = 32 сетіни = 64 квентіни = 256 ріхтпфенігів = 512 галерів = 4352 есхени. Головною розрахунковою одиницею, в системі поділу марки, став лот — 1/16 її частини. В Німеччині головний еталон римської вагової системи сілікву — боб ріжкового дерева, замінили масою зерна пшениці. Маса есхена (зерна) = 0, 5075 г, німецька марка = 220,864 г = 8 римським унціям (по 27,608 г).

## Кельнська марка
З XV століття найбільше розповсюджена в Німеччині отримала кельнська марка. Її вага складала 233,856 г. У кельнській марці було на 12,992 г більше чистого срібла, ніж у класичній. Тобто, різниця на 1/17 частину. Як одиниця маси коштовних металів, кельнська марка була покладена в основу карбування монет в Німеччині та в інших країнах Європи
Кельнська золота марка = 233,856 г щирого золота = 24 карати = 288 гранів = 4608 асів; гран = 16 асам (зерен) по 0,5057 г. До європейської системи співвідношення було таким: 1 кельнська марка = 8 унціям = 16 лотам = 64 драхм = 256 скрупулів (фенігів) = 512 гранів = 65536 ріхтпфенігів = 4864 асів; скрупул = 19 асів (зерен) по 0,048 г.
Кельнська срібна марка = 4864 аси; Золота кельнська марка = 4608 аси. Різниця поміж ними у 256 асах, що є 1/18 числа 4608. Кількість асів кельнської марки були збільшені на 1/18 частин. При однаковій масі кельнської золотої й срібної марок збільшення кількості асів у срібному стандарті проведено шляхом зменшення маси аса з 0,05075 до 0,048 г порівняно з золотим стандартом.
Торгова вага в Німеччині поділялася на два типи — легка та важка. У XIX столітті кельнська марка часто вживалася на німецьких землях не лише як марочна та монетна, але і як торгова марка. Так в Берліні, Кенігсбергу та Бранденбурзі торговий фунт в 465, 884 г = 2 кельнським маркам у 232,942 г. У Дрездені, Лейпцигу та інших землях Саксонії торговий фунт в 467,086 г = 2 кельнським маркам у 233, 543 г. В Нассау торговий фунт в 470,68 г = 2 кельнським маркам у 235,24 г. В Бамберзі торговий фунт в 468,384 г = 2 кельнським маркам у 234,192 г. В Аугсбурзі торговий фунт в 472, 423 г = 2 кельнським маркам у 236,211 г. В Франкфурті-на-Майні торговий фунт в 467,92 г = 2 кельнським маркам у 233,962 г.
У деяких містах були створені нові марки, похідні від кельнської. Так в Баварії торговий фунт в 560 г = 2 маркам по 280 г. Марка баварська в Мюнхені 286,692 г = 12/10 кельської марки у 233,91 г. Однак домінування в XIX столітті кельнської марки привело до поступового підлаштування місцевих мір ваги під стандарт її маси. Так у Бадені та Гесен-Дармштадті торговий фунт в 500 гр 107 % кельнського фунта в 467,712 г. Торговий фунт Бремена в 498,5 г; Торговий фунт Гейдельберга 505,408 г; Великий бітценський фунт Тіроля 500,99 г (малий бітценський фунт (⅔ великого) 330, 657 г).
На підставі маси кельнської марки були введені єдині вагові міри — марочні, каратні, пробні, монетні. Певний час поряд з ними використовувалися місцеві вагові міри. В XIX столітті поступово посилювався вплив на німецькі метричні системи. В результаті в Німеччині, в 1868 році, була введена метрична система як обов'язкова..